# Walckenaeria discolor
Walckenaeria discolor is een spinnensoort uit de familie hangmatspinnen (Linyphiidae). De soort komt voor in Mexico.